# Mozart (1955)
Mozart ist ein österreichischer Spielfilm aus dem Jahr 1955, bei dem Karl Hartl Regie führte. Der auf seinem Drehbuch basierende Film spielt im letzten Lebensjahr von Wolfgang Amadeus Mozart. Die Erstaufführung in Österreich und Deutschland fand am 20. Dezember 1955 in Düsseldorf statt. In Deutschland wurde der Film unter dem Verleihtitel Reich mir die Hand, mein Leben aufgeführt. Der Film war nach Wen die Götter lieben aus dem Jahr 1942 bereits der zweite Film von Hartl, der sich mit Mozarts Leben befasste.

## Handlung
Der „Hofkompositeur“ Mozart hat genug von der Ignoranz und den Eitelkeiten des Wiener Hofes und versucht als freischaffender Künstler ein unabhängiges Leben zu führen. Dazu verbündet er sich mit dem Theaterdirektor Emanuel Schikaneder, um für dessen Freihaustheater eine Oper zu komponieren, Die Zauberflöte. Die Oper soll eine Hommage an die Ideale der Freimaurer werden. Während Mozarts Ehefrau Constanze auf einer Kur weilt, arbeitet Mozart mit Schikaneder an der Oper. Die junge Sängerin der Pamina, Annie Gottlieb, verehrt Mozart schon seit längerem. Während der Proben verliebt sich auch Mozart in sie. Doch kurz vor der Premiere der Oper taucht ein Impresario auf, der Annie für eine internationale Tournee verpflichten will. Annies Vater will, dass diese die Gelegenheit wahrnimmt. Auch Mozart versteht, was für eine Chance die Tournee für die junge Sängerin ist und schickt sie gegen ihren Willen auf die Reise. Doch Annie zögert. Kurz vor der Abreise wird Annie nach einem Gespräch mit Mozarts Arzt bewusst, wie sehr Mozarts Gesundheit bereits angegriffen ist und dass sie ihn nie mehr wiedersehen wird, falls sie sich dieser ein Jahr dauernden Tournee anschließen sollte. Annie bleibt und stellt sich damit auch gegen den Willen ihres Vaters, der sie daraufhin verstößt.
Der bereits von seiner Krankheit gezeichnete Mozart und Annie erleben eine kurze Zeit des Glücks, die mit Mozarts jähem Tod ein Ende findet.

## Produktion
Der Film wurde im Ring-Film-Studio in Wien-Kalvarienberg produziert. Die Außenaufnahmen entstanden in Klosterneuburg sowie in Wien und Umgebung. Für den Film versammelte Karl Hartl fast ausschließlich Schauspieler aus seiner Heimatstadt Wien. Konsequenterweise wurde auch Mozarts Ehefrau Constanze (im realen Leben eine gebürtige Vorderösterreicherin aus Zell im Wiesental, heute Baden-Württemberg) von der deutschen Schauspielerin Gertrud Kückelmann dargestellt. Allerdings wird Constanzes Schwester Aloisia Weber (verheiratete Lange), die im gleichen Ort wie ihre Schwester geboren worden war, von der gebürtigen Wienerin Nadja Tiller verkörpert.
Der deutsche Verleihtitel Reich mir die Hand, mein Leben zitiert das zärtlich werbende kleine Duettstück (it.) Là ci darem la mano zwischen Don Giovanni und Zerlina in Mozarts Oper Don Giovanni.

## Kritiken
„Sentimentale Unterhaltung mit biografisch fragwürdigen Episoden. Milieu und Zeithintergrund sind sorgfältig gestaltet, bleiben aber Dekoration. Der Film (Karl Hartls zweiter Mozart-Film nach "Wen die Götter lieben", 1942) wird etwas aufgewertet durch einige gute Musikeinspielungen und die hinreißende Vorstellung, die der junge Oskar Werner in der Hauptrolle bietet.“